# MULTI 16シリーズ
MULTI 16シリーズ（マルチじゅうろくシリーズ）は日本の三菱電機が開発及び販売を行った、パーソナルコンピュータ（パソコン）の製品群。

## 製品展開
1981年10月、三菱電機は大阪で開催されたエレクトロニクスショーと東京で開催されたデータショウに16ビットパソコンを参考出品して注目を集めた。後にMULTI 16と名付けられた初代機は1981年12月2日に発表され、1982年1月より営業活動を開始、同年4月より出荷が開始された。
CPUはi8088を採用。画面解像度は640×400ドットと当時としては高解像度のビットマップグラフィック画面を備えていた。BASIC ROMは内蔵せず、DOS（CP/M-86またはMS-DOS）の使用を前提とした。テキストの表示はフロッピーディスクからフォントを読み込んでグラフィックとして画面に描画するという、後のDOS/Vに通じる仕組みを採用していた。また、日本語文字コードのシフトJISはこの機種のOSのために三菱電機の提案で制定された。
三菱にとってはこれが同社初のパソコンだった。NECや富士通といった大手コンピューターメーカーが先行して8ビットパソコンや16ビットパソコンを投入して市場の動向を見守る中、三菱は初めから16ビットパソコンで勝負に出たことが登場時に話題になった。名称の「マルチ」には「何にでも使える」という意味が込められていた。パソコン雑誌の特集記事では、IBMが1981年に発売した「IBM Personal Computer（通称：IBM PC）」に「勝るとも劣らない」と注目されていた。
シリーズとしてはi8086-2搭載で完全に16ビットアーキテクチャ化されたMULTI 16-II、その後継で本体に5インチ2HDフロッピーディスクドライブが内蔵されたMULTI 16-III、i80286-8を搭載して輸出向けPC/AT互換機との完全互換機に設計変更したMULTI 16-IVと続き、それぞれMULTI 16 II・IIIの筐体に初代機と同等の機能を備えた廉価版のMULTI 16 カスタム・MULTI 16-Sも販売されたが、1987年発売開始のAX規格準拠パソコンMAXYと交代する形でシリーズ終了となった。なお、MULTI 16は1982年の日経・年間優秀製品賞を受賞、MULTI 16-IVは1986年度のグッドデザイン賞を受賞している。
本シリーズはデスクトップモデルのみの展開であり、ラップトップモデル（後継機種であるMAXYでは提供された）やノートブックモデルといった可搬モデルは存在しない。また、全機種が2000年問題非対応機種である。
なお、MAXY発表直前に発表された三菱電機製PC/AT互換機であるM3300シリーズでは、変換アダプタの併用により、一部の本シリーズ用拡張カードのサポートが謳われていた。また、このM3300シリーズでは専用OSである拡張日本語コンカレントCP/M-86上でのMULTI 16用アプリケーション動作互換性確保を目的として、専用グラフィックコントローラに16ドット表示モードが搭載され、同時発表の14インチカラーCRT (M6310)と14インチモノクロCRT (M6311)にはこのモードでの表示をサポートするため、マルチスキャン機能が搭載されていた。

## 評価
本シリーズは当初、パーソナルユースからビジネスユースまで幅広い展開を期してソフトウェアや周辺機器を含めた製品展開が行われた。表計算ソフトのMultiplanの提供も謳っていた。ROM BASICを搭載せず、フロッピーディスク上でのOS使用を前提とするなど、その後のパソコンの発達史からすれば正攻法のシステム構成は、当時の消費者市場においては重装備かつ高価だったが（後述）、最低200万円以上したオフィスコンピュータに比べれば確かに小型で安価だった。しかし、当初の手厚いソフトウェアサポートにもかかわらず、幅広く受け入れられるには至らなかった。
初代機では8色表示のカラーディスプレイモデルとモノクロ表示のグリーンディスプレイモデルが提供されたが、5インチ2Dフロッピーディスクドライブ（フルハイトサイズ）2基を搭載してメインメモリ256KB搭載のカラーディスプレイモデル（型名：MP-1605）の標準価格が123万円、5インチ2Dフロッピーディスクドライブ2基搭載でメインメモリを192KB搭載するグリーンディスプレイモデル（型名：MP-1602）の標準価格が93万円、5インチ2Dフロッピーディスクドライブ1基搭載でメインメモリを128KB搭載するシリーズ最下位のグリーンディスプレイモデル（型名：MP-1601）でさえ標準価格73万円と当時は非常に高価だったフロッピーディスクドライブを標準搭載したためもあって、発表当時の市場における一般的なパソコンの定価と比較しても高価に過ぎた。なお、初代機についてメインメモリは64KB（型式：MP-64ZM）あるいは128KB（型式：MP-128ZM）単位で汎用拡張スロットにメモリボードを搭載することで最大384KBまで実装可能だった。翌年には標準価格を引き下げた廉価版（MP-1601S：標準価格53万円、MP-1602S：標準価格73万円、MP-1605S：標準価格93万円）及び標準フロッピーディスク（8インチフロッピーディスク）ドライブ2基を内蔵するモデル（MP-1622：メインメモリ192KB搭載・標準価格93万円、MP-1625：メインメモリ256KB搭載・標準価格113万円）が発売され、専用DMAコントローラ搭載の専用FDインタフェースカードは公称容量10MB、フォーマット時容量9MBの外付ハードディスクユニットの接続にも対応していた。
1982年に『月刊アスキー』は、ディスクでの運用を前提にしたことでメモリ空間に占めるROMの領域を小さくしたことと、16ビットCPUの広いメモリ空間やI/Oスロットによる拡張性の良さを賞賛した。オプションの漢字フォントはJIS第一水準漢字と非漢字を合わせると188KBの容量を必要とし、160KBのシステムメモリを持つMP-1602/1605に128KBのメモリを増設しても、フォントに加えてCP/M-86とアプリケーションを配置するには頼りない容量だった。このフォントをディスクからメモリに読み込む仕組みは、漢字ROMを使用する場合に比べて、システムの起動時間やコストパフォーマンスに不利をもたらした。グラフィックについては高解像度で文字が読みやすいとした一方、ディスプレイ出力回路にCRTCを使用せず汎用ロジックICで構成されていることに対して、小型化を阻んでいると指摘した。また、キーボードとディスプレイを一体型にしたことで筐体が大型になったことを難点に挙げ、個人の事務机で使うにはレイアウトを自由に変更できる方が良いと述べた。
MULTI 16の営業戦略は三菱電機が得意としていたオフィスコンピュータに近いものだった。三菱電機はオフィスソフトを自社ブランドで用意するのみならず、自社のオフィスコンピュータで使われてきた様々なアプリケーションをMULTI 16に移植した。このことはサードパーティーによるソフトウェアの開発を遠ざけることになった。また、MULTI 16の販売形態も消費者市場の常識からかけ離れていた。上新電機の藤原睦朗（取締役情報システム事業本部長：当時）は「MULTI 16はシステム販売の色が濃く、取引面での拘束条件が多くて店頭に並べて売るという性格の商品ではなかった」と証言した。
ビジネスとしては後発のNEC PC-9800シリーズは内部バスの完全な16ビットアークテクチャ化やグラフィック表示機能の高速化といった本シリーズの弱点を補うアーキテクチャを備えて発表され、BASICマシンとして先行するPC-8800シリーズとの一定の互換性を有し、周辺機器についてもPC-8801用の大半が流用可能で、なおかつ本体も充分に廉価な価格設定だった。この結果、性能と価格、それにソフトウェア・ハードウェア資産の継承の3点でPC-9800シリーズに劣った本シリーズは一般市場向けパソコンとしては事実上の失敗に終わり、以後は三菱グループの各社で使用される程度にとどまった。

## 仕様
MULTI 16（MP-1601,1602,1605）
- CPU：i8088 4.44MHz
- FPU：i8087（オプション）
- メモリ
  - メインRAM
    - MP-1601：128KB
    - MP-1602：192KB
    - MP-1605：256KB

  - VRAM（メインRAMと共有）
    - MP-1601,1602：32KB
    - MP-1605：96KB

  - ROM：2KB（ブートストラップローダー、診断プログラム）（一方、4KBとする文献もある[13][14]）
- 画面解像度
  - テキスト：40文字×20行、40文字×25行、80文字×20行、80文字×25行
  - グラフィック：640×400ドット[13]
- 画面表示色
  - MP-1601,1602：モノクロ
  - MP-1605：カラー（8色、ドット単位で色指定可能）
- 補助記憶装置
  - 5.25インチ2D FDD（両面倍密度：320KB）
    - MP-1601：1台標準装備
    - MP-1602,1605：2台標準装備

  - 8インチ2D FDD（両面倍密度：1MB）（オプション）[13]
  - 5.25インチ FXD（10MB）（オプション）[13]
- キーボード：JIS配列準拠、一体型
  - キーボード制御用に i8041 使用[14]
- オプションI/Oスロット（計5スロット）
  - MP-1601,1602：4スロット使用可能（1スロットをFDDインタフェースカードで占有）
  - MP-1605：3スロット使用可能（2スロットをFDDインタフェースカードとメモリーカードで占有）
- ネットワーク機能
  - OMNINET により可能[14]
- インタフェースカード：GP-IB、RS-232C（最大9600bps[13]）、ジョイスティック、プリンター、プロッター（オプション）
- OS：CP/M-86[13]、MS-DOS[14]
- サポート言語：BASIC（M-BASIC）、COBOL（CIS-COBOL[13]）、FORTRAN（FORTRAN-77）、アセンブラ[13]

MULTI 16-II（MP-1642,1645）
- CPU：i8086-2 7.4MHz
- FPU：i8087（オプション）
- メモリ
  - メインRAM：256KB
  - VRAM
    - MP-1642：64KB
    - MP-1645：192KB

  - システムROM：16KB
  - JIS第1水準漢字ROM：128KB
  - JIS第2水準漢字ROM：128KB（オプション）
- 画面解像度
  - テキスト：40文字×20行、40文字×25行、80文字×20行、80文字×25行
  - グラフィック：640×400ドット 2画面、640×450ドット 1画面
- 画面表示色
  - MP-1642：モノクロ
  - MP-1645：カラー（8色、ドット単位で色指定可能）
- 補助記憶装置
  - 5.25インチ2HD FDD（両面高密度：1MB）または 8インチ2D FDD（両面倍密度：1MB）
  - 5.25インチ FXD（オプション）
- キーボード：JIS配列準拠、分離型
- 内蔵インタフェース：FDD、RS-232C、プリンター、拡張用インタフェース（5.25インチハードディスクユニット接続用）
- OS：CP/M-86、MS-DOS、コンカレントCP/M